# Josef Zimmer
Josef Zimmer (30. prosince 1854 Krakořice – 27. prosince 1945 Krakořice) byl rakouský politik německé národnosti z Moravy, na přelomu 19. a 20. století poslanec Říšské rady. Zastupoval volební obvod Olomouc (Olmütz), Šternberk (Sternberg), Rýmařov (Römerstadt), Šumperk (Schönberg), Staré Město (Altstadt), Loučná nad Desnou (Wiesenberg), Štíty (Schildberg). Příslušel k Německé lidové straně.